# Acrosorus
Acrosorus, rod pravih paprati (papratnice) iz porodice Polypodiaceae, dio potporodice Grammitidoideae, red Polypodiales. Postoji devet priznatih vrsta raširenih od jugoistočne Azije do Polinezije.
Tipična vrsta je Acrosorus exaltatus (Copel.) Copel., sinonim za Acrosorus friderici-et-pauli (Christ) Copel. Rod je opisan u Philippine Journal of Science 1(Suppl. 2): 158–159. 1906.

## Vrste
1. Acrosorus friderici-et-pauli (Christ) Copel.
2. Acrosorus pectinatus Parris; sp. nov.
3. Acrosorus reineckei (Christ) Copel.
4. Acrosorus schlechteri Christ
5. Acrosorus sclerophyllus (Alderw.) Parris
6. Acrosorus streptophyllus (Baker) Copel.
7. Acrosorus subtriangularis (Alderw.) Parris
8. Acrosorus tenuis Parris; sp. nov.
9. Acrosorus vallatus Parris; sp. nov.

## Vanjske poveznice
|  | Zajednički poslužitelj ima još gradiva o temi Acrosorus |